# Georg Friedrich von Johnssen
Georg Friedrich von Johnssen (auch Johnson oder von Johnson-Fünen) (* um 1726?; † 13. Mai 1775 auf der Wartburg bei Eisenach) war ein Abenteurer und erster großer freimaurerischer Hochstapler, der unter anderem in Jena agierend einen politischen Konflikt mit Preußen heraufbeschwor und antijesuitische Vorurteile schürte.
Er hieß in Wirklichkeit angeblich Johann Samuel Leuchte bzw. Leucht oder Leicht  und war auch unter dem betrügerischen Namen und Titel eines Baron von Johnson bekannt.

## Leben
Johnssen ist die Schreibart seines Namens, die er selber verwendete. Er stammte aus einer Familie aus Thüringen ab. Einige Zeitgenossen hielten ihn für einen Juden. Über seinen eventuellen Bildungsweg sind keine Angaben zu erhalten. Er wurde von einigen, die mit ihm bekannt waren, „schwarzer Salomon“ genannt. Er hielt sich 1752 in Prag auf und wurde dort in die Freimaurerei aufgenommen. Nach anschließendem kurzen Aufenthalt in Wien gelangte er nach Rastatt. 1758 war er besuchender Bruder der Loge „Philadelphia zu den drei goldenen Armen“ in Halle, wo er sich als Gesandter der Großloge ausgab und Aufnahmen in höhere Grade der Freimaurerei vollzog. Als einige seiner Schwindeleien scheiterten, wurde er zur Galeerenstrafe verurteilt. Dieser konnte er sich jedoch während seines Transportes nach Marseille durch Flucht entziehen. 1757 war er als Hofjäger im Dienste des Fürsten von Anhalt-Bernburg zu finden, der ihn später zu seinem Sekretär ernannte, weil Johnssen vortäuschte, dass er Gold herstellen könne. Bevor er wegen dieses Betruges aufflog, entschwand er in den sächsischen Militärdienst, von wo er bald desertierte. Nachdem er einen Hamburger Juden um 30.000 Dukaten hinterging, setzte er sich nach Preußen ab. Hier wurde er von Friedrich dem Großen als 'Rittmeister König' bestallt, aber nach kurzer Zeit wieder entlassen.
Er tat sich hierauf mit dem württembergischen Rittmeister und Kriegsmann Franz von Prangen zusammen, der als preußischer Kriegsgefangener in Magdeburg in einige Hochgrade eingeweiht worden war, die Johnssen durch ihn nun kennenlernte. Gemeinsam entschieden sie sich, ein ertragreiches Geschäft mithilfe dieses Wissens zu machen, was ihnen auch gelang, indem sie viele Anhänger gewannen, die sie mit romantisch verklärender Mystik, Alchimie und Sinnlichkeit an sich zu binden verstanden. Eine große Anzahl zahlungskräftiger und -williger Brüder aus Jena, dem Zentrum der Hochgradfreimaurerei, finanzierten sie und glaubten ihm, dass er ein schottischer Edelmann sei: Ritter vom großen Löwen des hohen Ordens der Tempelherren zu Jerusalem. Das komplette Kapitel des jenensischen Clermontschen Systems zog er auf seine Seite. Er ernannte sich, um die Maurerei zu reinigen, zum 'Großprior des höchsten, wahren und verborgenen Großordenskapitels der ganzen Welt' und stiftete ein 'Hochkapitel', in das er Novizen und Ritter aufnahm (Großprior des wahren Templerordens der eigentlichen schottischen Oberen). Hierzu gab er sich als 'Oberer' der gesamten Freimaurerei aus und verbrannte in einer großen Zeremonie die Konstitutionsakte und Urkunden der Berliner Mutterloge. Er lockte seine Anhänger, indem er ungeheure Schätze verhieß und von großen Armeen und Flotten des Ordens sprach. Auch der Reichsfreiherr von Hund wurde von ihm getäuscht und er erkannte ihn und sein Kapitel an. Von Hund ließ sich auch dazu hinreißen, Johnssens Wunsch zu entsprechen, einen Freimaurerkonvent in Altenberga bei Kahla (bzw. nahe Jena) einzuberufen, der im Dezember 1763 stattfand und sich zu einem Skandal ausweitete, weil er im Anschluss hieran als Hochstapler, der seine Versprechungen nicht halten konnte, entlarvt wurde. Dies war für die Freimaurerei ein einschneidendes Ereignis, da es zur Vormachtstellung der seit den 1750er Jahren agierenden Strikten Observanz führte. Der Konvent, zu dem aus ganz Deutschland bekannte Freimaurer gesandt wurden, war ein groß inszeniertes Ereignis, bei dem Johnssen seine Ordensmitglieder um erhebliche Geldsummen düpierte. Er stellte sich als Opfer einer Intrige des preußischen Königs dar und verlangte bei Androhung von schweren Strafen bei Nichtbeachtung seiner Forderungen von einigen seiner Ritter, sein Schlafgemach mit Schwertgewalt zu sichern. Berittene und in voller Rüstung stehende Ritter hatten die Abriegelung des Konventgebietes gegen die sich dort mutmaßlich aufhaltenden und anrückenden preußischen Soldaten zu gewährleisten. Später ließ er verlautbaren, dass er zur Gründung einer 'Miliz' hierher geschickt worden war. Mit großem Erfolg ließ er durch seinen Sekretär – und späteren Entlarver seiner Schwindeleien –, den sachsen-weimarischen Regierungsassessor Johann Ludwig von Bechtolsheim, Forderungen an alle größeren Logen in Deutschland aussenden, die diese dazu anhielten, sich von der Berliner Mutterloge loszusagen und sich seinen Regelungen zu unterwerfen. Johnssens betrügerischen Ambitionen wurden jedoch kurz nach dem pompösen Konvent in Altenberga durch misstrauisch gewordene und geprellte Ritter bekannt und sprachen sich herum, so dass Johnssen, von Baron von Hund zum Duell gefordert, eilig flüchten musste, dabei aber die Ordenskasse stahl.
Als das Ausmaß seiner Schwindeleien bekannt geworden war, sind die von ihm erlassenen Gesetze aufgehoben worden und die zuvor bestehende Landeseinteilung des Templerordens wurde wiederhergestellt.
In der anhaltischen Region wurde er 1765 verhaftet. Der Weimarer Beamte Jakob Friedrich Reichsfreiherr von Fritsch, 'Schottischer Meister' der Freimaurerei, ließ sich kabinettsjustiziell Johnssen – um über diesen für die Freimaurerei peinlichen Vorfall den Schleier des Vergessens zu breiten – mit großen diplomatischen Anstrengungen vom preußischen Magdeburg überantworten. Hierfür sollte er auf Geheiß eines Briefes vom 10. April 1765 der Herzogin Anna Amalia von Sachsen-Weimar-Eisenach zur Vermeidung eines großen Aufsehens und Volksauflaufes um die Stadt außen herum transportiert werden. Im selben Jahr wurde Johnssen zu lebenslanger Haft verurteilt, wobei ihm nicht das Recht des ihm zustehenden Prozesses und eine Anhörung gewährt worden war. Besonders hohe Sicherheitsmaßnahmen hinsichtlich seines Haftverbleibes wurden getroffen, sodass auch viele hohe Staatsdiener über diese Angelegenheit nicht informiert wurden. Herzogin Anna Amalia erließ eine Weisung, dass sie die Sache „aus mancherley Ursachen gerne secretirt“ [verheimlicht] „wißen“ wollte. Zudem ordnete sie an, dass „ein mit guten Fenstern, Gittern, festen Thüren u“[nd] „einem nicht leicht durchzubrechenden Ofen versehenes u“[nd] „sonst wohl bewahrtes Behältniß ausfindig gemacht“ oder eigens hergestellt und „vor allen Dingen aber dergestalt befestigt werde“[n]„, daß dieser so verschlagene und verwegene u“[nd] „zu allen Bubenstücken aufgelegte Mensch aus selbigem loß u“[nd] „wieder in Freyheit zu kommen niemals Gelegenheit finden möge.“ Seine Wächter durften keine Freimaurer sein.
Nach den meisten Quellen soll er seine Haft auf der Wartburg in der Stube, in der einst Luther wohnte, verbüßt haben – angeblich hatte Anna Amalia diesen Unterbringungsort verordnet. Hier verfasste Johnssen in den 1770ern zu seiner Verteidigung eine Schrift, die einen angeblich antimonarchistischen Plan offenzulegen versuchte und eindeutig politische Momente trug (Titel des in mehreren Fassungen erschienenen Buches: Promemoria an jeden rechtschaffenen Weltbürger und Patrioten), das 1772 an den Kaiser, auch an Anna Amalia, das Weimarer Oberkonsistorium und Herzog Ferdinand von Braunschweig (den Großmeister der Strikten Observanz) geschickt wurde. Wie ihm die Veröffentlichung bei dem Verbot, dass er keine Connexion (Verbindung) mit anderen Leuten, und explizit auch kein Papier, keine Feder oder Tinte erhalten sollte, gelang, ist ungewiss. Er behauptete, dass eine Abmachung im Jahre 1732 zwischen der Vereinigung des Tempelherrenordens (das ist die Strikte Observanz) mit dem Jesuitenorden getroffen wurde, die bizarre Ziele verfolge. Er ließ 1775 so verkünden, dass die (Jenaer) Freimaurer den Plan hegten, „den ganzen Staat von Europa“ [!], „und jeden Fürsten ins besondere zu stürzen.“ Kein Fürst könne sie davon abhalten, weil die Maurer einen zu großen konterkarierenden Einfluss im Kabinett und auf dem Feld erlangt hätten. Darüber hinaus hätten sie auf die Wahl des polnischen Königs eingewirkt und sich darum bemüht, die Monarchen von Dänemark und Schweden, aber auch die beiden Prinzen von Weimar (so durch den Schlossbrand vom 6. Mai 1774) zu beseitigen. Der König Friedrich II. verfolge ihn, weil er von Johnssens außerordentlich wichtiger Stellung wisse.
Während der Haft ist er am 13. Mai 1775 verstorben. Johann Christoph Bode, der Intimus Goethes und Herders, widmete sich als Großmeister der VII. Provinz der Strikten Observanz (welche Provinz praktisch mit Deutschland identisch war) der Frage, ob Johnssens Witwe durch Fritsch eine Pension vom Orden zugestanden bekommen habe. Fritsch hatte die Haftkosten für Johnssen viele Jahre aus eigener Tasche bezahlt, bis die Strikte Observanz diese Kosten ersetzte. Fritsch unternahm etwa um April 1775 Anstrengungen, auf dem Freimaurerkonvent von Braunschweig eine Übernahme des inhaftierten Johnssens durch einen anderen Landesherrn zu erreichen, weil er in Sorge war, Carl August von Sachsen-Weimar werde Johnssen nach dem Regierungsantritt im September einen vor einem Gericht ausgetragenen Rechtsstreit einräumen. Diese Absicht wurde hinfällig, als Johnssen bereits vor dem Konvent verstarb. Bode vertrat im Grunde dieselbe Verschwörungstheorie wie Johnssen, verdächtigte ihn aber zudem, heimlich ein Jesuit zu sein.